# Hubermont (Sainte-Ode)
Ne doit pas être confondu avec Hubermont (La Roche-en-Ardenne).
Hubermont (en wallon : Houbièmont) est un hameau de la commune belge de Sainte-Ode située en Région wallonne dans la province de Luxembourg.
Avant la fusion des communes de 1977, Hubermont faisait partie de la commune de Tillet.

## Situation
Hubermont se trouve à proximité immédiate de cinq autres hameaux ardennais de l'ancienne commune de Tillet. Comme Hubermont, trois sont situés sur le plateau : Milliomont, Renuamont et Rechimont. Deux dans la vallée du Laval : Rechrival et Laval.

## Description
Hubermont est une petite localité mais elle possède en son sein deux constructions d'importance : une église imposante et une école.
L'église Saint-Martin a été construite en 1952 sur les plans de l'architecte Victor Sarlet. La tour est placée contre le flanc nord du chœur. Cette tour, qui la particularité d'être percée à sa base par une ouverture traversant la construction, comporte une niche abritant la statue en pierre de saint Martin. La flèche, acérée, est dominée par un coq en girouette. L'église est bâtie en pierre de grès schisteux.
En face de l'église, se trouve l'école communale de Hubermont qui rassemble les écoliers des hameaux aux alentours.
L'altitude à l'église avoisine les 450 m.